# Miguel Sebastián Pitu Garcia
Miguel Sebastián Pitu Garcia est un footballeur argentin né le 27 janvier 1984 à Santa Fe (Argentine). Il évolue au poste de milieu offensif axial.